# 31 mars 2011
Le jeudi 31 mars 2011 est le 90e jour de l'année 2011.

## Décès
- Albert Liénard (né le 9 janvier 1938), politicien belge
- Boško Radonjić (né le 17 mai 1943), nationaliste serbe et gangster américain
- Claudia Heill (née le 24 janvier 1982), judoka autrichienne
- Gil Clancy (né le 30 mai 1922), entraineur et commentateur de boxe américain
- Guy Trévoux (né le 5 juillet 1920), céramiste, écrivain, traduit de l'anglais en français
- Hiroshi Ōnishi (né le 18 juin 1961), artiste-peintre et professeur de haute école japonais
- Mario Trevi (né le 3 avril 1924), psychologue italien (1924-2011)
- Iida Momo (né le 1er octobre 1926), écrivain japonais

## Événements
- Fin des opérations Harmattan et Odyssey Dawn en Libye
- Début de la troisième bataille de Brega
- Mayotte devient un département français
- Création de Elementary OS
- Création de la distinction Mérite wallon
- Publication du roman L'Appel de l'ange de Guillaume Musso
- Publication du roman Le Réveil de Scorpia d'Anthony Horowitz
- Début du téléfilm allemand Alexandra : Disparue
- Fin de la série d'animation Fractale
- Sortie du film Hop
- Sortie du film allemand Sous toi, la ville
- Sortie du film américain Sucker Punch
- Sortie du film américain The Roommate
- Sortie du film américain Winter's Bone
- Sortie du jeu vidéo Naruto Shippūden 3D: The New Era
- Sortie du jeu vidéo Tomb Raider: Anniversary
- Début de l'exposition Traits résistants. La Résistance dans les bandes dessinées de 1944 à nos jours à Lyon